# Grandidierella africana
Grandidierella africana is een vlokreeftensoort uit de familie van de Aoridae. De wetenschappelijke naam van de soort is voor het eerst geldig gepubliceerd in 1936 door Schellenberg.